# ویلن چارچوقلیان
ویلن چارچوقلیان (ارمنی: Վիլեն Չարչօղլյան؛ زاده ۸ فوریهٔ ۱۹۳۴ - درگذشته ۱۶ مارس ۲۰۱۶) رهبر ارکستر اهل ارمنستان بود. وی بین سال‌های - تا - میلادی فعالیت می‌کرد.

## زندگی‌نامه
وی در ۸ فوریهٔ ۱۹۳۴ در ایروان در به دنیا آمد و از کنسرواتوار دولتی کومیتاس ایروان (۱۹۵۸) فارغ‌التحصیل گشت. وی در تالار آکادمی ملی اپرا و باله آلکساندر اسپنداریان و تئاتر کمدی موزیکال پارونیان فعالیت می‌کرد. وی همچنین برنده جوایزی همچون چهره هنری شایسته ارمنستان شوروی (۱۹۷۸) شد. وی در ۱۶ مارس ۲۰۱۶ در سن ۸۲ سالگی در ایروان درگذشت.